# Pleuridium lanceolatum
Pleuridium lanceolatum là một loài rêu trong họ Archidiaceae. Loài này được R. Br. bis Paris mô tả khoa học đầu tiên năm 1898.